# Dżentelmen
Dżentelmen (ang. gentleman, fr. gentilhomme, hiszp. gentilhombre, wł. gentiluomo) – współcześnie mężczyzna o dobrym, uprzejmym, wspaniałomyślnym i kurtuazyjnym zachowaniu, bardzo miły.
Termin ten stosowany jest także jako synonim mężczyzny w ogóle (np. w przypadku oznaczeń urządzeń osobnych dla mężczyzn i kobiet).

## Historia pojęcia
W swym pierwotnym i ścisłym znaczeniu pojęcie to określało mężczyznę z dobrej rodziny, po łacinie gentilis (w dokumentach angielsko-łacińskich zamiast gentilis często generosus jako przejaw aspiracji społecznych angielskiej gentry do rangi szlacheckiej, której właściwe jest generosus). W tym znaczeniu słowo jest równoważne francuskiemu gentilhomme („szlachcic, arystokrata”), którego użycie w Wielkiej Brytanii długo ograniczało się do mężczyzn posiadających godność para – szlachty właściwej objętej zasadą wzajemnej równości. Należy tu jednak zaznaczyć, że słowa generosus używanego w angielskich tekstach łacińskich na określenie osoby z dobrej rodziny, zamiast poprawniejszego gentilis, nie należy mylić ze Generosus Dominus – jednym z tytułów polskiej szlachty (szlachta będąca bezpośrednimi lennikami korony), poniżej Magnificus Dominus (szlachta obdarzona godnością ziemską, dawnego dworu książęcego) a powyżej Nobilis Dominus (szlachta niebędąca bezpośrednimi lennikami monarchy bądź egzekwująca prawa pańskie tylko na częściach wsi).
Angielska gentry („jakby szlachta”, szlachta nieutytułowana, niesformalizowana, bez formalnego tytułu szlacheckiego, ze starofrancuskiego genterise) miała dużo ze znaczenia klasy społecznej francuskiej noblesse lub niemieckiej Adel czy polskiej szlachty, ale bez ścisłych technicznych wymagań tych systemów (nie należy mylić gentry ze szlachtą właściwą, czyli posiadającą sformalizowany przywilej szlachecki). To właśnie mieli na myśli buntownicy pod przywództwem Wata Tylera, powtarzając:
When Adam delved and Eve span,
Who was then the Gentleman?
(„Gdy Ewa przędła, a Adam rył,
Kto wtedy jaśniepanem był?”)
John Selden, omawiając tytuł „dżentelmen” w dziele Titles of Honour (1614), mówi o „naszym angielskim jego użyciu” (our English use of it) jako „zamiennym z nobilis” (dwuznaczne słowo, jak noble – „szlachetny”, znaczące wywyższenie przez rangę albo dzięki cechom osobistym) i opisuje w związku z tym formy nobilitacji w różnych krajach europejskich. Jest to kolejny przejaw aspiracji społecznych zamożnego angielskiego gminu poprzez swoistą spekulację językową, charakterystyczną dla dzieł XVII-wiecznych angielskich antykwarystów. W rzeczywistości „dżentelmen” nie jest odpowiednikiem nobilis w ścisłym, kontynentalnym (w tym polskim) znaczeniu tego słowa (nie posiada odrębnego statusu prawnego ani odrębnych przywilejów, jest też „rangą” uznaniową, a nie nadawaną przez króla).
W pewnym stopniu, słowo „dżentelmen” oznaczało mężczyznę, który nie musiał pracować, i terminu tego w szczególności używano w odniesieniu do mężczyzn, którzy nie mogli przypisać sobie szlachectwa, ani tytułu esquire’a („giermek”). Rozszerzając swe znaczenie, stał się uprzejmością dla każdego mężczyzny, jak w zwrocie Ladies and Gentlemen,..., i był wówczas używany (często w skróconej formie Gents), aby wskazać, gdzie mężczyźni mogliby znaleźć umywalnię, bez potrzeby dokładnego wskazywania, co opisywano.

## Dżentelmen w Polsce
Na podstawie Polskiego Kodeksu Honorowego Władysława Boziewicza z 1919, który uznawał kategorie „człowieka honoru” i „dżentelmena” za równoznaczne, można określić polską wizję tego wzorca: jest mężczyzną odznaczającym się nienagannymi manierami, nieposzlakowanym imieniem i uznawaniem honoru za najwyższą wartość. Musi być pełnoletni, niezależny i posiadający przynajmniej średnie wykształcenie. Odznacza się męstwem, czyli zdecydowaniem, odwagą i walecznością.
Powinien być zawsze gotów do udowodnienia swych zalet w pojedynku. Oskarżenie o tchórzostwo jest dla niego jednym z najbardziej dotkliwych obrażeń. Niedopuszczalne jest dla niego odwoływanie obraz tuż przed pojedynkiem, czy unikanie podtrzymania własnych słów przed sądem honorowym. Do obowiązków dżentelmena należy również obrona kobiet. Mężczyźni niewalczący o dobre imię niewiast byli skazani na ostracyzm. Od dżentelmenów wymagano także odpowiedniego prowadzenia się w przestrzeni publicznej. Szczególnie zwracano uwagę na zachowanie pod wpływem alkoholu i brak poważniejszych konfliktów z prawem.
Charakterystyka dżentelmena zawiera także grupę cech dotyczących solidarności względem równych sobie. Pokazuje ona jak ważną rolę pełniło budowanie więzi i wspólnej tożsamości elit. Od dżentelmenów wymagano więc lojalności, wierności i uczciwości, ale tylko względem innych członków elity. Istniała zasada bezwzględnie nakazująca oddawać długi honorowe, zaciągane na słowo i bez weksla, która jednak nie potępiała ignorowania długów u kupców i rzemieślników. Szczególnie piętnowane były także denuncjacje i anonimy. Człowiek honoru zawsze miał działać jawnie i być prawdomówny względem swoich towarzyszy. Niedopuszczalne było również przywłaszczanie sobie tytułów i godności. Potępiano też utrzymanków kobiet, zwłaszcza niebędących ich bliskimi krewnymi.